# Túpolev Tu-404
El Túpolev Tu-404 fue un avión de pasajeros superjumbo de fuselaje ancho y alas integradas propuesto por la compañía aeroespacial rusa Túpolev.

## Diseño y desarrollo
Los trabajos en el Tu-404 se iniciaron en 1991 en paralelo con otro diseño de fuselaje ancho, el Túpolev Tu-304. El Tu-404 fue diseñado para transportar más de 1200 pasajeros a destinos situados entre 12 000 y 13 000 km de distancia. La Oficina de Diseño de Túpolev investigó varias configuraciones posibles para el Tu-404, incluido un ala volante y un diseño convencional. El sistema motriz del ala volante constaría de seis motores turbohélice propulsores que desarrollarían 18 000 kg de empuje cada uno durante el despegue y consumirían sólo 0,644 kg/kgf-h de combustible en modo crucero. Los motores habrían estado ubicados en la sección de cola del fuselaje del ala voladora, entre dos grandes estabilizadores verticales en forma de V. El fuselaje central contendría seis compartimentos de pasajeros con capacidad para 1214 asientos. El borde de ataque del fuselaje central tendría un aflechamiento de 45 grados. Dos grandes alas desmontables conteniendo depósitos de combustible con un aflechamiento del borde de ataque de 35 grados estarían unidas al fuselaje central. Las alas contendrían la mayor parte del combustible del avión.
El diseño convencional incluía un avión de pasajeros de dos niveles capaz de transportar a 1200 personas a destinos de hasta 10 000 km. El nivel inferior del fuselaje fue diseñado como un compartimento de carga de varias secciones para transportar mercancías en contenedores de aviación estándar. Se investigaron dos subvariantes de este diseño: un avión mixto de pasajeros y carga con una sección de carga más grande y un modelo dedicado a la carga. La enorme ala baja con un aflechamiento del borde de ataque de 35 grados y puntas alares verticales poseía superficies de control enormes: superficies de control del borde de ataque de múltiples secciones, áreas de control de baja velocidad y flaps de múltiples secciones. Cada mitad de la superficie de control de altitud estaba formada por dos secciones.
Los motores propuestos incluían cuatro motores Kuznetsov NK-44 o Rolls-Royce Trent instalados en soportes debajo del ala. El tren de aterrizaje del avión estaba formado por varios carros con múltiples ruedas en cada uno. Se retraería hacia la sección central del fuselaje del avión.
El proyecto no pasó de la fase de modelos de comercialización.

## Especificaciones (ala volante)
Referencia datos: Tu404, Gordon

### Características generales
- Capacidad: 1214 pasajeros
- Longitud: 59,7 m (195,9 ft)
- Envergadura: 110 m (360,9 ft)
- Peso máximo al despegue: 605 000 kg (1 333 420 lb)
- Planta motriz: 6× turbohélice .

### Rendimiento
- Velocidad crucero (Vc): 900 km/h (559 MPH; 486 kt)
- Alcance: 13 500 km (7289 nmi; 8389 mi)

## Aeronaves relacionadas

### Aeronaves similares
- Boeing 747-8
- Boeing New Large Airplane
- Lockheed C-5 Galaxy
- McDonnell Douglas MD-12
- Sukhoi KR-860
- Airbus A380
- Antonov An-225

### Secuencias de designación
- Secuencia Tu-_ (interna de Túpolev): ← Tu-344 - Tu-354 - Tu-360 - Tu-404 - Tu-414 - Tu-336 - Tu-444 →